# Affaire Wemmel
 (décembre 2017).
Seconde Guerre mondiale
L’affaire Wemmel eut lieu le 9 octobre 1942 pendant la Seconde Guerre mondiale au Chalet des Bouleaux à Wemmel, en Région flamande (Belgique).

## Description
René Mauyen, agent belge (M58) de la Gestapo, infiltre des réseaux de résistance en se faisant passer pour un agent du Deuxième Bureau français sous le pseudonyme « Georges Servais » et s’y présente comme chargé de liaison avec la Résistance française. Il monte un piège en collaboration avec la Gestapo et organise une rencontre avec un commandant de groupes belges, Légion belge, et de prétendus autres officiers délégués du 2e bureau. Il trouve un endroit discret en dehors de Bruxelles, le Chalet des Bouleaux situé près des étangs de pêche de Wemmel, pour organiser le 9 octobre 1942 une réception digne pour accueillir les délégués qui devaient leur apporter de l’argent, des renseignements pour établir des contacts avec la Résistance française, la possibilité de la mise en activité d’une ligne téléphonique entre Bruxelles et Paris (ce qui était techniquement impossible). Mauyen avait préparé un brouillon de discours et une liste détaillée des membres du groupement (noms adresses activités…)
Monsieur Nicolas, le tenancier de l’époque, devait se charger du service de restauration avec des serveurs envoyés Mauyen, en réalité des agents allemands. Jean Hasaert et Frans Vons, partis de chez eux vers 18 h, devaient préparer l’occultation de la salle de réception et la décorer de drapeaux. Les autres devaient s’y rendre par petits groupes. Guets-apens : Le quartier était cerné depuis des heures par la Gestapo.
Frans Vons est arrêté mais Jean Hasaert, qui était encore juché sur une échelle quand les agents de la Gestapo firent irruption dans la salle, est abattu. Il agonise encore pendant que les Allemands profitent du repas qu’ils obligent le tenancier à leur servir. Ce n’est qu’après plus de deux heures d’agonie de Hasaert que les Allemands font venir un médecin. À son arrivée, le Docteur Vyt ne peut que constater le décès du résistant tué d’une balle dans la tête.
Certains des résistants belges partent d’un local de réunion près de la bourse de Bruxelles dans des voitures prêtées à Mauyen par la Gestapo, les voitures prennent une autre direction. Mauyen s’était arrangé pour que tous les résistants soient porteurs d’armes.
Une trentaine de résistants sont arrêtés après un échange de coups de feu sur la route de Wemmel à hauteur du Heysel et conduits à la Geheime Feldpolizei, rue Traversière à Saint-Josse-ten-Noode où ils sont interrogés, battus, torturés. René Mauyen y viendra même les narguer.
Jacques Storck, Julien Kemel, René Comhaire, Pierre Duprez, Marguerite Blockx, Armand Broeckaert, Richard Braibant, Paul Gelenne, Edmond Van den Heuvel, Albert Durand, Henry De Belie, Philémon Hauman, Lucien Verburgh, Frans Vons, Antoine Risse, Alexis Dejasse, Frans De Becker, Jules Waroquet et Victor Huylebroek.
D’autres encore sont arrêtés ultérieurement, à la suite des enquêtes et perquisitions et chasses aux autres résistants d’une liste préparée à l’avance par Mauyen, d’un papier avec des noms en possession d’un des résistants arrêtés.
Lucienne Vynckier, l’épouse de René Comhaire, et leur fils Jean le soir même à leur domicile (où ils cachaient des juifs), Van Impe, Noe, Deschepper, Julien Lincé le 15 janvier 1942, Denise Maret en octobre, Elisabeth Porchet le 2 décembre 1942, Louis Everaert (résistant aveugle) le 15 décembre 1942.
Peu avant l’affaire, un autre chef de résistance Max Cosyns qui avait fait faire une enquête sur Mauyen, avait donné l’ordre qu’on abatte celui-ci mais il était déjà trop tard.

## Fusillés
- 6 janvier : Pierre Duprez, Victor Huylebroek, Edmond Van Den Heuvel
- 13 janvier : Richard Braibant, Julien Kemel
- 18 janvier : Joseph Lincé dit Julien Lincé
- 15 mars : Armand Broekaert, René Comhaire, Louis Everaert, Paul Gelenne, Jacques Storck

## Décédés en déportation
- 20 juillet 1943 : à Ravensbrück, Elisabeth Porchet est assassinée par le SS Hauptsturmführer Dr Rolf Rosenthal après lui avoir intrépidement tenu tête
- 14 février 1945 : à Neuengamme, Lucien Verburgh
- 14 mars 1945 : à Neuengamme, Frans Vons est mort à l'hôpital de Hambourg
- 3 mai 1945 : à Neuengamme, Henry de Belie, Jean Comhaire, Philémon Hauman sont morts dans la tragédie de la Baie de Lübeck.

## Survivants
À Ravensbrück :
- Marguerite Blockx
- Lucienne Vynckier
- Denise Maret

À Neuengamme :
- Alexis Dejasse
- Albert Durand
- Antoine Risse
- Jules Waroquet